# Bostane
Bostane (serbiska: Бостане) är en ort i Kosovo. Den ligger i den östra delen av landet, 23 km öster om huvudstaden Priština. Bostane ligger 861 meter över havet och antalet invånare är 288.
Terrängen runt Bostane är lite kuperad, och sluttar österut. Runt Bostane är det ganska tätbefolkat, med 222 invånare per kvadratkilometer. Närmaste större samhälle är Gnjilane, 16,1 km söder om Bostane. Omgivningarna runt Bostane är en mosaik av jordbruksmark och naturlig växtlighet.